# Prosoplus setipes
Prosoplus setipes là một loài bọ cánh cứng trong họ Cerambycidae.